# 選挙区
選挙区（せんきょく）とは、単数あるいは複数の議員を選出する選挙を行う上でその基盤となる単位。

## 概要
選挙区とは一般には代表者を選出する際の地理的区分をいう。
ただし、労働組合連合体内部の選挙における各加盟組合のように職能集団が選挙区という場合もあり、選挙区は広義には代表者の選出資格を持つ一定の投票者集団のことをいう。この広義の選挙区は選挙人団と同義である。
普通は地域ごとに区切るが、遊牧民が主体の国では部族ごとに選挙区を設けるなど、地域では区切らないこともある。一般には、直接民主制の代替を担う比例代表を選出するため、その社会構造を反映させる形で大きく選挙区が区割りされることが多いが、決断力が求められる多数代表の選出が目的の場合、その社会構造を分断する形で小さく選挙区が区割りされる。
英語で"選挙区"を表す"Constituency"は、"結合して何かを構成する要素"といった意味をもつ幅広い言葉である。選挙区という用法についても同様で、必ずしも選挙のためだけの一時的な区割りというわけではなく、"意見を結合して議会の意志を決めるための、パズルのピース"というような意味がある。多くの国の議員が平日は議会に出席し、週末は選挙区に戻り有権者との意見交流をはかるのもその一例である。また、イギリスで特に顕著なことであるが、議会の討論では、お互いを名前ではなく「〜選挙区選出の議員の発言に反対します」などと選挙区名で呼ぶような慣行もある。
また、集団選挙区制のような特殊な選挙区制度もある

## 選挙区制の種類
選挙区制を分類すると小選挙区制と大選挙区制に分かれる。1990年代前半まで日本で採用されていた中選挙区制と呼ばれる選挙制度は理論的には大選挙区制の一種（単記非移譲方式の大選挙区制）である。
なお、一つの選挙区から選出できる代表者の数によって選挙制度の分類を行う方法は日本独特のものといわれている。

### 小選挙区制
小選挙区制とは選挙区の定数が1である選挙区制をいう。1人区制ともいう。
- 小選挙区単記投票制
小選挙区単記投票制とは、選挙人が候補者の中から一人だけの氏名を記入して投票する選挙制度をいう[6]。小選挙区制は各選挙区の当選者数が1であり、有権者の投票方法も候補者の一人の氏名を記載して投票する単記投票である[2]。

### 大選挙区制
大選挙区制とは一選挙区から複数議員を選出する選挙区制をいう。
- 大選挙区連記制（大選挙区完全連記制）
大選挙区連記制（大選挙区完全連記制）とは、選挙人がその選挙区から選出される議員定数と同数の候補者の氏名を列記して投票する選挙制度をいう[6]。
- 大選挙区制限連記制
大選挙区制限連記制とは、選挙人がその選挙区から選出される議員定数に満たない候補者の氏名を記入して投票する選挙制度をいう[4]。
- 大選挙区単記制（大選挙区単記投票制）
大選挙区単記制（大選挙区単記投票制）とは、選挙人は単記投票（候補者の中から一人だけの氏名を記入）を行い、相対多数に基づいて議員定数に達するまでの数名を選出する選挙制度をいう[4]。
- 比例代表制
比例代表制は政治学では大選挙区制に分類される（後述）[2]。

## 選挙制度の特徴
選挙制度の特徴は政治学では代表法との関係で整理される。代表法には、多数代表法、少数代表法、比例代表法がある。

### 多数代表法
多数代表法は、その選挙区で多数票を獲得した政党が当選者を独占する制度であり、多数代表法に分類される選挙制度に小選挙区単記投票制や大選挙区連記制（大選挙区完全連記制）がある。
- 小選挙区単記投票制
- 大選挙区連記制（大選挙区完全連記制）
- 集団選挙区制（選挙区で最多得票の政党が、複数の定数を総取りする勝者総取り方式）

### 少数代表法
少数代表法は、その選挙区で2位や3位になった者にも若干の議員を選出する機会を認める制度であり、少数代表法に分類される選挙制度に大選挙区制限連記制や大選挙区単記投票制がある。
- 大選挙区制限連記制
大選挙区制限連記制は少数代表法に分類されるように少数派の保護を目的としているが、この制度では時として多数党が全議席を確保してしまうこともありうる[4]。
- 大選挙区単記制（大選挙区単記投票制）
日本で中選挙区制と呼ばれていた制度がこれに該当する[4]。大選挙区単記制では同一党派内での候補者間の議席争いが起きやすく、ほぼ同じ得票数だと共倒れになるという特徴がある[4]。

### 比例代表法
比例代表法は比例代表制ともいい多数代表法（多数代表制）や少数代表法（少数代表制）とともに代表法の一種にあたる。政治学では比例代表制は大選挙区制の一種に分類されており、比例代表制は「大選挙区全体の定数を各党の得票率に比例するように配分する制度」と定義されることもある。

## 選挙区の区割り

### 選挙区の区割りの要因
選挙区の区割りには次の3つの要因があるといわれている。
1. 地域ごとの有権者数などの人口統計的要因[2]
2. 地域ごとの地形・伝統・歴史などの地理的歴史的要因[2]
3. 政党の選挙戦略などの政治的要因[2]

### 逆転現象とゲリマンダー
選挙区を区切る制度では、選挙区間で票の移動を行うことは出来ない。このため、議席を得るのに必要な票数が選挙区間で異なっても是正されず、選挙区単位で死票になった票は全体の議席配分に対しても死票になる。従って、必要票数が多い選挙区ばかりで議席を得たり圧勝・惜敗の選挙区が多い政党は、得票数当たりの議席数が少なくなる。逆に、必要票数が少ない選挙区ばかりで議席を得たり辛勝・惨敗の選挙区が多い政党は、得票数当たりの議席数が多くなる。
この効果が分かりやすい形で現れたのが、「総得票数の多い政党の議席数が、総得票数の少ない政党の議席数を下回る逆転現象」である。また、この効果を人為的に利用したモノは(狭義の)ゲリマンダーと呼ばれる。
例外はドイツの国政選挙の比例区で、選挙区単位で開票された票は、一旦全て中央で合算し各党の議席数に変換してから、得票数割合に応じて各選挙区に議席配分される。つまり、各党の議席数は全国での総得票数のみで決定され、区割りの影響を受けない。

### 各国の選挙制度

#### 日本
日本の国政選挙においては、衆議院議員総選挙と参議院議員通常選挙とで、互いに異なる多数代表制選挙区と比例代表制選挙区とが互いに重複して同時に併存している。

## 選挙区の特性に対する俗称
詳細については各項目も参照のこと。

### 日本
- 無風区
選挙前から候補者間の支持率等に圧倒的な開きがあり、当選者と落選者が投票前からほぼ確定しているような選挙区。「無投票」とは異なる。
- 接戦区
選挙前から当落選上に複数の候補者が拮抗していると見られている選挙区。政党においては他党の候補者と支持率が拮抗していたり、他党大物政治家の選挙区を注目にさせるなどして、接戦に持ち込んで全国的な注目区にする目的で、重点区として選挙戦に力が注がれることがある。
- ○○王国（保守王国・民主王国など）
「○○王国」とは、特定の政党や候補が圧倒的に強い選挙区あるいは地域のこと。国政選挙に限らず、知事選など地方の首長選挙においても使われる言葉。○○にはその地域において圧倒的な支持を持つ個人名や団体名が入る場合もある。
「保守王国」とは、保守系の候補が圧倒的に強い選挙区あるいは地域。自由民主党の候補を指す場合（自民王国）が大半であるが、他の保守政党や保守系の無所属候補の場合もある。
「民主王国」とは、旧民主党（現在の立憲民主党と国民民主党）の候補が圧倒的に強い選挙区あるいは地域。
- 与党空白区
与党が立候補者を擁立しない選挙区。
- 共産空白区
日本共産党が立候補者を擁立しない選挙区。
- 公明選挙区
公明党が立候補者を擁立している選挙区。主に当選者が1人である小選挙区制における衆議院議員総選挙で公明党候補が立候補する選挙区のことを指す。
- 参議院一人区
参議院議員通常選挙において、改選議席数が1人の選挙区。
- 参議院二人区
参議院議員通常選挙において、改選議席数が2人の選挙区。
- 参議院合同選挙区
参議院議員通常選挙において、隣接する都道府県の選挙区を合区した選挙区。

### 欧米
- 腐敗選挙区
代表性を欠いた不当な形で地主が議席を占めたり、影響を及ぼせるような状態に陥った選挙区。特にイギリスでの歴史的事例を指す。
- 赤い州・青い州
2000年末以降、アメリカ合衆国で共和党の強い州を赤い州、民主党の強い州を青い州と呼ぶ。大統領選挙の一般投票は州単位の選挙区で行うとみなすこともできる。
- スイング・ステート
アメリカ合衆国大統領選挙の勝者総取り方式において、共和党・民主党の支持率が拮抗し選挙の度に勝利政党が変動する州のこと。